# 구 나주잠사
구 나주잠사는 전라남도 나주시 금성동에 있는 건축물이다. 2011년 7월 26일 나주시의 향토문화유산 제26호로 지정되었다.

## 지정 사유
나주잠사는 일제강점기인 1910년대에 나주양잠조합으로 건립된 것으로 알려져 있지만 현재 남아 있는 수개동의 건물들은 모두 벽돌조 건물로서 붉은 벽돌조의 시공방법으로 보아 1950년대의 것으로 추정된다. 1950년대 공장건물로서의 가치가 있다.